# Lepanthes grisebachiana
Lepanthes grisebachiana är en orkidéart som beskrevs av Henry August Hespenheide. Lepanthes grisebachiana ingår i släktet Lepanthes och familjen orkidéer.
Artens utbredningsområde är Kuba. Inga underarter finns listade i Catalogue of Life.